# Stegasta allactis
Stegasta allactis är en fjärilsart som beskrevs av Edward Meyrick 1904. Stegasta allactis ingår i släktet Stegasta och familjen stävmalar. Inga underarter finns listade i Catalogue of Life.